# کومورنگکی (استان اوپوله)
کومورنگکی (به لهستانی:  Komorniki) یک روستا در لهستان است که در گمینا ستژلچکی واقع شده‌است. کومورنگکی  ۴۷۶ نفر جمعیت دارد.